# Dynastie Lê antérieure
Pour les articles homonymes, voir Lê.
980–1009
Entités précédentes :
- Dynastie Đinh

Entités suivantes :
- Dynastie Lý

La dynastie Lê antérieure (vietnamien : Nhà Tiền Lê, prononciation : ɲâː tjə̂n le) dirigea le Viêt Nam de 980 à 1009. Cette dynastie est connue pour avoir repoussé l'invasion chinoise des Song. 

En 1009, le dernier représentant de la dynastie Lê antérieure;  Lê Ngọa Triều de son nom de naissance Lê Long Đinh est un Empereur cruel et sadique hai par son peuple, meurt et son fils encore enfant est écarté du pouvoir. La dynastie Lê antérieure aura duré 29 ans.

Les hauts fonctionnaires de la Cour  choisissent alors Lý Công Uẩn qui devint Lý Thái Tổ, en tant qu'Empereur. Lý Thái Tổ sera le Fondateur de la Dynastie Lý, un grand Empereur et régnera pendant 21 ans.

## Histoire
La dynastie Lê antérieure débute en 980 lorsque le général Lê Hoàn dépose le jeune empereur de la dynastie des Đinh Đinh Phê Dé, épouse sa mère l'impératrice régente Duong Van Nga et se proclame empereur sous le nom de Lê Đai Hanh. Il fixe sa capitale à Hoa Lu et règne jusqu'en 1005. Il a comme successeurs ses deux fils dont Lê Long Đinh qui meurt en 1009.
La dynastie est remplacée par la dynastie Lý.

## Liste des Lê antérieurs
- 980-1005 : Lê Đại Hành
- 1005 : Lê Trung Tông règne 3 jours et meurt en 1005 ;
- 1005-1009 : Lê Long Đinh de son nom de naissance, Empereur Lê Ngọa Triều mort en 1009